# 14517 Monitoma
14517 Monitoma (1996 LJ1) là một tiểu hành tinh vành đai chính được phát hiện ngày 13 tháng 6 năm 1996 bởi Petr Pravec ở Ondřejov.